# Fran Silvestre
Fran Silvestre (Valencia, 5 juli 1976) is een Spaanse architect.

## Biografie
Silvestre komt uit een familie van ontwerpers en ingenieurs. Hij studeerde architectuur aan de Polytechnische Universiteit van Valencia tot 2001 en specialiseerde zich vervolgens in stedenbouw aan de Technische Universiteit Eindhoven. In 2016 behaalde hij een PhD in Valencia.
In 2002 trad hij toe tot het atelier van Álvaro Siza in Porto.
In 2005 richtte Silvestre zijn eigen studio Fran Silvestre Arquitectos op in Valencia. In 2024 bestond het team uit 50 medewerkers.
Sinds 2006 is hij ook vaste docent aan de Polytechnische Universiteit van Valencia en de Europese Universiteit van Valencia, en is hij uitgenodigd aan de Universiteit van het Centrum voor Architectuur van New York, Kansas State University, de Virginia Tech School of Architecture and Design van de Universiteit van Knoxville en andere. In 2013 creëerde hij de postdoctorale school in architectuur en ontwerp MArch.

## Architectenbureau
De werk van Fran Silvestre Arquitectos wordt sterk beïnvloed door het werk van de Portugese architect Álvaro Siza. Ook het werk van architect Emilio Tuñón en beeldhouwer Andreu Alfaro zijn van grote invloed. Zo bevindt de studio zich op de plek waar Andreu Alfaro zijn atelier had.
Silvestres werk wordt gekenmerkt door de nadruk op lichtval en moderne materialen. De ontwerpen lijken gewichtloos te zijn en te zweven. Vaak is er sprake van herhaling van geometrische vormen.
Hij heeft projecten ontwikkeld in verschillende regio's van Spanje en ook in de Verenigde Staten, China, Brazilië, El Salvador, Kroatië, Italië en Griekenland.